# جایزه اسپینوزا

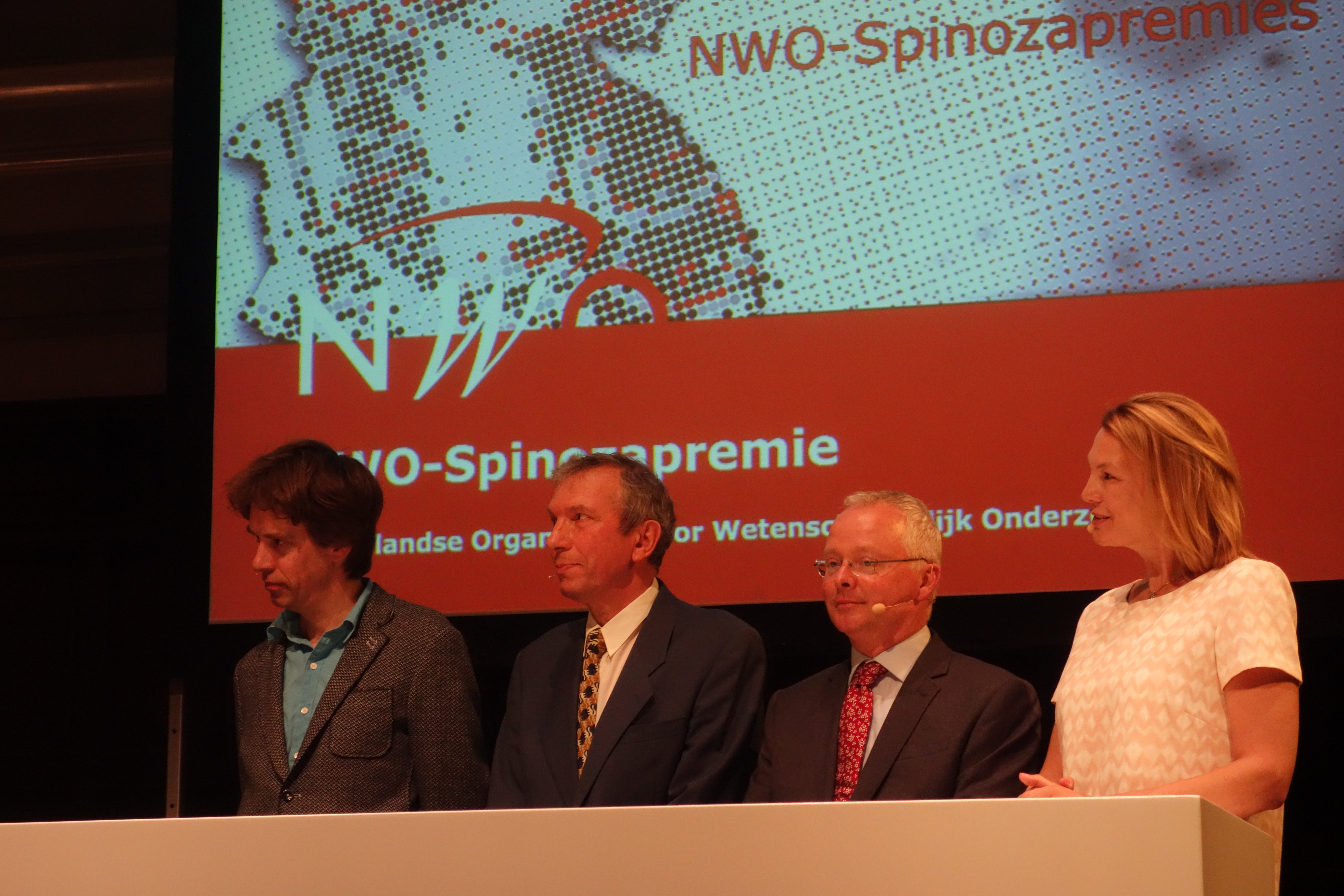
مراسم جوایز سال ۲۰۱۷

جایزه اسپینوزا (هلندی: Spinozapremie) یک جایزه سالانه به ارزش ۲٫۵ میلیون یورو است که برای تحقیقات جدیدی که توسط سازمان تحقیقات علمی هلند داده می‌شود صرف می‌شود. این جایزه بالاترین جایزه علمی در هلند است. این جایزه به نام فیلسوف باروخ د اسپینوزا نامگذاری کرده‌است.
این جایزه به پژوهشگران هلند که به بهترین در حوزه خود هستند تعلق می‌گیرد. دانشگاهیان می‌توانند یکدیگر را معرفی کنند و یک کمیسیون بین‌المللی نامزدهارا ارزیابی می‌کند. این جایزه به عنوان جایزه نوبل هلندی یاد می‌شود.